# C.A.J. van Dishoeck
C.A.J. van Dishoeck was een Nederlandse uitgeverij die werd gesticht in 1889 door de gelijknamige oprichter.

## Ontstaan
Cornelis Anthonij Jacobus van Dishoeck (Zierikzee, 22 april 1863 − Woubrugge, 15 november 1931) was lid van de in het Nederland's Patriciaat opgenomen, uit Zierikzee afkomstige familie Van Dishoeck. Hij was de zoon van de Zierikzeese boekhandelaar August Marinus Eliza van Dishoeck (1829-1902) en Jacoba Wilhelmina Wiltenburg (1842-1912). Hij trouwde in 1891 met de Amsterdamse Francina Anthonetta Kampers (1870-1945) met wie hij acht kinderen kreeg van wie een tweeling na enkele dagen overleed en zijn gelijknamige zoontje op 12-jarige leeftijd.
Na zijn opleiding aan de HBS in zijn geboorteplaats en ervaringen in boekhandels tussen 1880 en 1888 (onder andere te Leipzig) vestigde hij zich te Leiden en begon daar op 1 januari 1889 een uitgeverij. In 1898 verhuisde hij die naar Amsterdam en tot slot in 1903 naar Bussum waar hij zijn villa Zeelandia noemde. Tijdens de Eerste Wereldoorlog was hij voorzitter van het plaatselijke vluchtelingscomité en maakte hij het mogelijk dat 1000 Belgische vluchtelingen in Bussum (toen met zo'n 16.000 inwoners) toevlucht konden vinden. De houten barakken stonden toen op de plaats van de Lange Heul (Heul= steun, toevlucht). In 1931 overleed hij tijdens een verblijf bij zijn dochter, Francina Jacoba Wilhelmina van Dishoeck (1904-1987), getrouwd met de Woubrugse burgemeester Jacob Eliza Boddens Hosang (1899-1958). Hij voelde zich als Zeeuw verwant aan de Vlamingen en zou ook van Vlaamse schrijvers werk uitgeven. Vanaf 1903 gaf hij het tijdschrift Vlaanderen. Maandschrift voor Vlaamsche Letterkunde uit, dat vijf jaar zou blijven bestaan. Het bracht hem ook verder in contact met Vlamingen van wie hij werk zou uitgeven, zoals van Herman Teirlinck, Cyriel Buysse, Karel van de Woestijne en August Vermeylen. Dat de contacten niet altijd goed verliepen blijkt uit de briefwisseling met bijvoorbeeld Teirlinck en Theo Thijssen met wie hij serieuze conflicten kreeg, overigens deels niet op het conto te schrijven van de uitgever maar veelal op die van de veeleisende auteurs. (Overigens is over een aantal briefwisselingen met de uitgever gepubliceerd.) Voor zijn inspanningen voor de Vlaamse letterkunde werd hij benoemd tot ridder in de Kroonorde van België.
In Nederland gaf hij werk uit van Johan de Meester, maar ook het beroemde Beatrijs van P.C. Boutens en ander werk van die dichter, zoals Alianora . Hij kwam in contact met Carel Gerretson van wie hij Experimenten uitgaf, net als van diens vriend Frank Gericke de dichtbundel Conservatieve gedichten. Een succesauteur van de uitgeverij werd Theo Thijssen, bijvoorbeeld met zijn Kees de jongen en Jongensdagen.
De uitgaven van Van Dishoeck stonden bekend om de fraaie vormgeving ervan. Hij trok daarvoor ook kunstenaars aan als Jan Toorop en Jan van Krimpen. Ook koos hij voor de illustraties bekende kunstenaars als Edzard Koning en Willem Vaarzon Morel. Bovendien gaf hij vaak van zijn uitgaven luxe edities uit: op geschept of Japans papier, in volperkament of heelleder gebonden, vaak in kleine, maar soms onbekende oplagen.
Naast de literatuur was het fonds met boeken voor het onderwijs van groot belang. Hiermee kon hij de benodigde gelden genereren voor de soms verlies gevende literaire uitgaven. Soms was het zo dat literaire auteurs die schooluitgaven verzorgden, zoals Theo Thijssen deed met zijn succesvolle Sommenboek voor de volksschool en Cijferboek voor de volksschool die zeer veel drukken beleefden. Bij zijn 40-jarig jubileum in 1929 wees ook zijn (zeer jonge) collega A.A.M. Stols (1900-1973) op deze verrijkende wijze van werken.

## Voortbestaan
Na het plotseling overlijden van C.A.J. van Dishoeck in 1931 werd de uitgeverij voortgezet door diens zoon A.M.E. (Guus) van Dishoeck (1892-1973). Deze luitenant-ter-zee was een uitgever die niet uit eigen beweging voor dit vak had gekozen, anders met de auteurs omging en waardoor een aantal de uitgeverij ook verliet. Anderen bleven de uitgeverij trouw, zoals bijvoorbeeld Thijssen. In de jaren 1950 werd ook de zoon van Guus van Dishoeck, de naar zijn grootvader genoemde C.A.J. (Kees) van Dishoeck (1921-1990) bij de uitgeverij betrokken. Die was weer een echte uitgever en hij zou in 1968 de uitgeverij Unieboek oprichten, terwijl de uitgeverij C.A.J. van Dishoeck daarnaast bleef voortbestaan.
Unieboek en Van Dishoeck zijn opgegaan in Uitgeverij Unieboek|Het Spectrum welke laatste sinds 22 januari 2010 onderdeel is van LannooMeulenhoff bv. Van Dishoeck is een imprint van Uitgeverij Unieboek|Het Spectrum genoemd. Unieboek|Het Spectrum noemt Van Dishoeck niet als imprint.